# Habronyx australasiae
Habronyx australasiae är en stekelart som först beskrevs av Morley 1913.  Habronyx australasiae ingår i släktet Habronyx och familjen brokparasitsteklar. Inga underarter finns listade i Catalogue of Life.